# Neodicladiella pendula
Neodicladiella pendula är en bladmossart som beskrevs av William Russell Buck 1994. Neodicladiella pendula ingår i släktet Neodicladiella och familjen Meteoriaceae. Inga underarter finns listade i Catalogue of Life.